# Lotus 98T
Chronologie des modèles (1986)
Lotus 97T Lotus 99T
La Lotus 98T est une monoplace de Formule 1 engagée par l'écurie Lotus dans le cadre du championnat du monde de Formule 1 1986. Elle est pilotée par l'Écossais Johnny Dumfries et le Brésilien Ayrton Senna. 

## Historique
À bord de la 98T, Senna fait moins bien qu'en 1985 en ne'obtenant que deux victoires, mais il est resté dans la lutte pour le titre jusqu'à la dernière manche, à Adélaïde.
Durant la saison, Lotus essuie de nombreuses critiques concernant la légalité de la 98T, si bien que le team manager Peter Warr a dû organiser une conférence de presse pour faire taire les rumeurs. Le plus gros problème de cette voiture est sa boîte de vitesses hybride, à laquelle Lotus avait ajouté un sixième rapport. Ayrton Senna choisit de revenir à une version antérieure à cinq rapports tandis que Dumfries connaît de nombreux soucis avec la version à six rapports.

## Résultats en championnat du monde de Formule 1

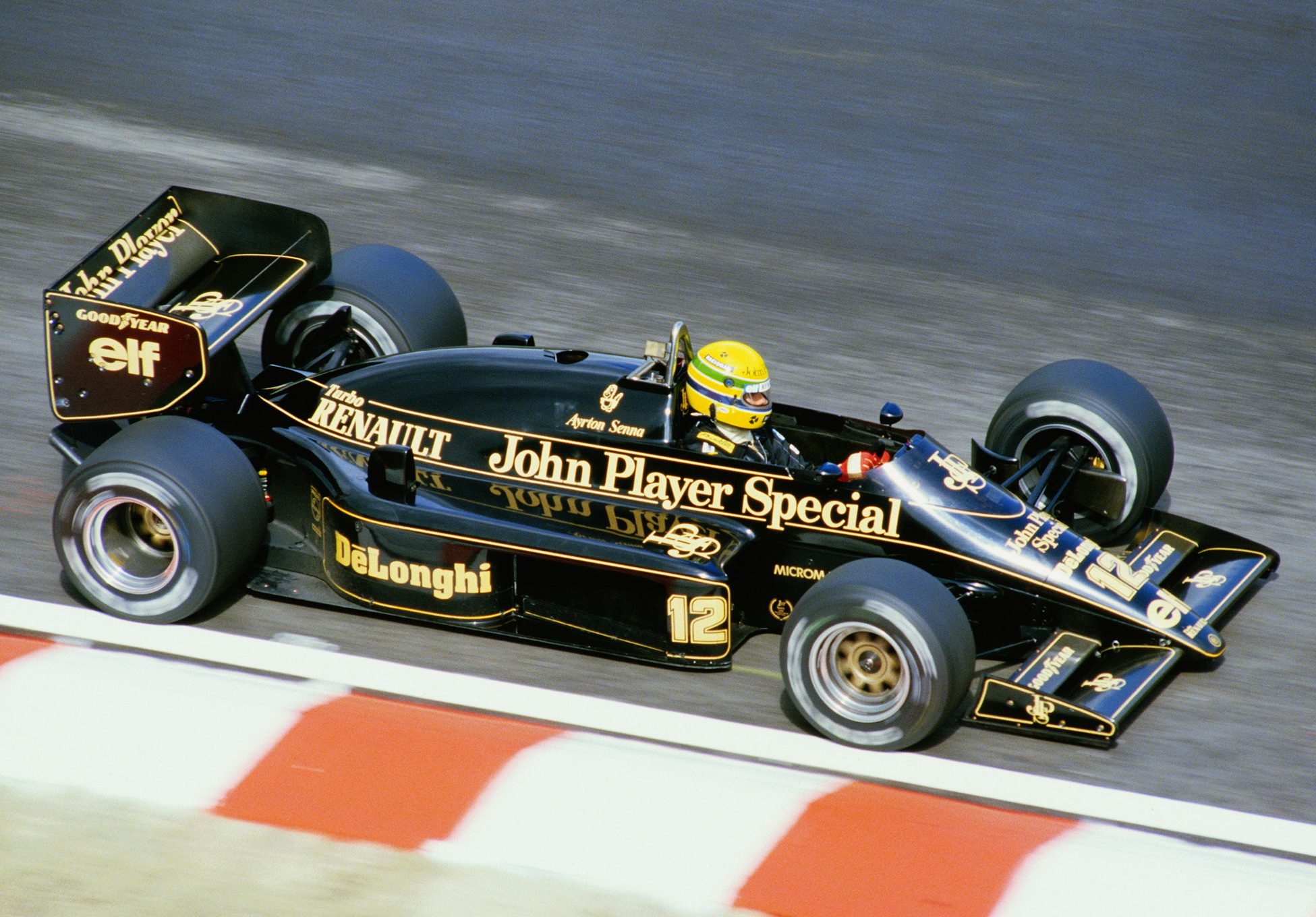
Ayrton Senna à bord de la Lotus 98T.

| Saison | Écurie                         | Moteur           | Pneus    | Pilotes         | Courses | Courses | Courses | Courses | Courses | Courses | Courses | Courses | Courses | Courses | Courses | Courses | Courses | Courses | Courses | Courses | Points inscrits | Classement |
| Saison | Écurie                         | Moteur           | Pneus    | Pilotes         | 1       | 2       | 3       | 4       | 5       | 6       | 7       | 8       | 9       | 10      | 11      | 12      | 13      | 14      | 15      | 16      | Points inscrits | Classement |
| ------ | ------------------------------ | ---------------- | -------- | --------------- | ------- | ------- | ------- | ------- | ------- | ------- | ------- | ------- | ------- | ------- | ------- | ------- | ------- | ------- | ------- | ------- | --------------- | ---------- |
| 1986   | John Player Special Team Lotus | Renault EF15B V6 | Goodyear |                 | BRA     | ESP     | SMR     | MON     | BEL     | CAN     | DET     | FRA     | GBR     | ALL     | HON     | AUT     | ITA     | POR     | MEX     | AUS     | 58              | 3e         |
| 1986   | John Player Special Team Lotus | Renault EF15B V6 | Goodyear | Johnny Dumfries | 9e      | Abd.    | Abd.    | Nq.     | Abd.    | Abd.    | 7e      | Abd.    | 7e      | Abd.    | 5e      | Abd.    | Abd.    | 9e      | Abd.    | 6e      | 58              | 3e         |
| 1986   | John Player Special Team Lotus | Renault EF15B V6 | Goodyear | Ayrton Senna    | 2e      | 1er     | Abd.    | 3e      | 2e      | 5e      | 1er     | Abd.    | Abd.    | 2e      | 2e      | Abd.    | Abd.    | Abd.    | 3e      | Abd.    | 58              | 3e         |

Légende : ici 